# Crédito al consumo
Un crédito al consumo es un contrato en el que el prestamista concede o se compromete a conceder a un consumidor un crédito bajo la forma de pago aplazado, préstamo, apertura de crédito o cualquier medio equivalente de financiación
No se consideran contratos de crédito los que consistan en el suministro de bienes de un mismo tipo o en la prestación continuada de servicios, siempre que en el marco de aquellos asista al consumidor el derecho a pagar por tales bienes o servicios a plazos durante el período de su duración.

## Normativa
En España la materia se encuentra regulada por la Ley 16/2011, del 24 de junio, de contratos de crédito al consumo. Los consumidores no podrán renunciar a los derechos reconocidos en esta Ley, siendo dicha renuncia y los actos contrarios a esta ley nulos.

## Partes
Un consumidor es la persona física que, en estas relaciones contractuales, actúa con fines que están al margen de su actividad comercial o actividad profesional. El prestamista es la persona física o jurídica que concede o se compromete a conceder un crédito en el ejercicio de su actividad comercial o profesional.
El intermediario de crédito es la persona física o jurídica que no actúa como prestamista y que en el transcurso de su actividad comercial o profesional, contra una remuneración que puede ser de índole pecuniaria o revestir cualquier otra forma de beneficio económico acordado:
1. Presenta u ofrece contratos de crédito,
2. Asiste a los consumidores en los trámites previos de los contratos de crédito, distintos de los indicados en el inciso 1, o
3. Celebra contratos de crédito con consumidores en nombre del prestamista.

## Exclusiones
Quedan excluidos:
a) Los contratos de crédito garantizados con hipoteca inmobiliaria.
b) Los contratos de crédito cuya finalidad sea adquirir o conservar derechos de propiedad sobre terrenos o edificios construidos o por construir.
c) Los contratos de crédito cuyo importe total sea inferior a 200 euros.
d) Los contratos de arrendamiento o de arrendamiento financiero en los que no se establezca una obligación de compra del objeto del contrato por el arrendatario ni en el propio contrato ni en otro contrato aparte. Se considerará que existe obligación si el prestamista así lo ha decidido unilateralmente.
e) Los contratos de crédito concedidos en forma de facilidad de descubierto y que tengan que reembolsarse en el plazo máximo de un mes.
f) Los contratos de crédito concedidos libres de intereses y sin ningún otro tipo de gastos, y los contratos de crédito en virtud de los cuales el crédito deba ser reembolsado en el plazo máximo de tres meses y por los que solo se deban pagar unos gastos mínimos. A estos efectos, los gastos mínimos no podrán exceder en su conjunto, excluidos los impuestos, del 1 por ciento del importe total del crédito.
g) Los contratos de crédito concedidos por un empresario a sus empleados a título subsidiario y sin intereses o cuyas tasas anuales equivalentes sean inferiores a las del Mercado, y que no se ofrezcan al público en general. A estos efectos se entenderá por tasas anuales equivalentes inferiores a las del mercado las que sean inferiores al tipo de interés legal del dinero.
h) Los contratos de crédito celebrados con empresas de servicios de inversión o con entidades de crédito cuando la empresa de inversión o la entidad de crédito que concede el crédito participe en la operación.
i) Los contratos de crédito que son el resultado de un acuerdo alcanzado en los tribunales.
j) Los contratos de crédito relativos al pago aplazado, sin intereses, comisiones ni otros gastos, de una deuda existente.
k) Los contratos de crédito para cuya celebración se pide al consumidor que entregue un bien al prestamista como garantía de seguridad y en los que la responsabilidad del consumidor está estrictamente limitada a dicho bien.

## Contenido económico
Se entiende por:
a) Coste total del crédito para el consumidor: todos los gastos, incluidos los intereses, las comisiones, los impuestos y cualquier otro tipo de gastos que el consumidor deba pagar en relación con el contrato de crédito y que sean conocidos por el prestamista, con excepción de los gastos de notaría. El coste de los servicios accesorios relacionados con el contrato de crédito, en particular las primas de seguro, se incluye asimismo en este concepto si la obtención del crédito en las condiciones ofrecidas está condicionada a la celebración del contrato de servicios.
b) Importe total adeudado por el consumidor: la suma del importe total del crédito más el coste total del crédito para el consumidor.
c) Importe total del crédito: el importe máximo o la suma de todas las cantidades puestas a disposición del consumidor en el marco de un contrato de crédito.
d) Tasa anual equivalente: el coste total del crédito para el consumidor, expresado como porcentaje anual del importe total del crédito concedido, más los costes contemplados en el apartado 2 del artículo 32 de la Ley, si procede.
e) Tipo deudor: el tipo de interés expresado como porcentaje fijo o variable aplicado con carácter anual al importe del crédito utilizado.
f) Tipo deudor fijo: tipo deudor acordado por el prestamista y el consumidor en el contrato de crédito para la duración total del contrato de crédito o para períodos parciales, que se fija utilizando un porcentaje fijo específico. Si en el contrato de crédito no se establecen todos los tipos deudores fijos, el tipo deudor fijo se considerará establecido solo para los períodos parciales para los que los tipos deudores se establezcan exclusivamente mediante un porcentaje fijo específico acordado al celebrarse el contrato de crédito.

## Información
La información que con arreglo a esa Ley se ha de proporcionar al consumidor, ya sea con carácter previo al contrato, durante su vigencia o para su extinción, constará en papel o en cualquier otro soporte duradero. Por soporte duradero se entiende todo instrumento que permita al consumidor conservar la información que se le transmita personalmente de forma que en el futuro pueda recuperarla fácilmente durante un período de tiempo adaptado a los fines de dicha información, y que permita la reproducción idéntica de la información almacenada.
El incumplimiento de los requisitos relativos a la información previa y al suministro de la misma, dará lugar a la anulabilidad del contrato. En caso de que se mantenga la eficacia del contrato, este se integrará conforme a lo previsto en la Ley General para la Defensa de los Consumidores y Usuarios y otras leyes complementarias.